# Romblomanon
Romblomanon is de taal die gesproken wordt door de inwoners van de provincie Romblon op de Filipijnen, dat bestaat uit het gelijknamige eiland en kleinere omliggende eilanden. Het Romblomanon heeft zo'n 100.000 sprekers. 
Op de kleinere eilanden waar de taal gesproken wordt (vijf in totaal) varieert de taal licht met die op het grotere eiland Romblon. Deze dialecten heten afzonderlijk Sibuyanon, Inunhan (of Onhan) en het Bantoanon of Asi.